# Dina Rúbina
Dina Ilínichna Rúbina (en ruso: Дина Ильинична Рубина, en hebreo: דינה רובינה) (nacida el 19 de septiembre de 1953 en Taskent, la URSS) es una destacada escritora rusa e israelí moderna.

## Biografía
Según la leyenda de su familia, el lado materno desciende de la familia judía Espinosa de Toledo y está relacionada con el gran filósofo Baruch Spinoza. Su marido es el pintor Borís Karafelov. 
En 1977, acabó sus estudios en el conservatorio de Taskent. En 1971, publicó sus primeros cuentos y en 1984 se trasladó a Moscú. Desde 1990 vive en Israel. Escribe en ruso. 
Es la autora de más que 30 libros de prosa. 
En 1982, fue ganadora del premio del Ministerio de Cultura de Uzbekistán para la pieza de teatro “Maravillosa doira” escrita junto con Rudolf Barinski, en 1990 de los Premios Arie Dulchin y de Agencia Judía Para Israel (Israel) para el libro Un intelectual se sentó en el camino, en 1995 del Premio de la Unión de escritores israelíes ruso parlantes para la novela Ahí ya viene el Mesías', en 1996 de le Prix des Libraires de France. 
En 2007, fue galardonada con el premio nacional de literatura rusa “Bolshaya kniga” (Premio Gran Libro) para la novela En el lado soleado de la calle. 
Era un miembro de la Unión de Escritores Soviéticos (1979 – 1990), es un miembro del PEN Club, de la Unión de escritores israelíes rusoparlantes (desde 1990). 
Sus libros han sido traducidos a 18 lenguas, entre ellas el inglés, el alemán, el francés, el checo, el polaco, el hebreo, el búlgaro, etc.

## Obras escogidas
A principios de 2020 todavía no estaba traducida al español
- ¿Cuándo nevará? (Когда же пойдет снег…?, 1980)
- Una casa con la puertecilla verde (Дом за зеленой калиткой, 1982)
- ¡Abre la ventana! (Отворите окно! 1987)
- Un intelectual se sentó en el camino (Один интеллигент уселся на дороге, 1994)
- Ahí ya viene el Mesías (Вот идет Мессия!, 1996)
- Clases de música (Уроки музыки, 1996)
- El último jabalí de los bosques de Pontevedra (Последний кабан из лесов Понтеведра, 1998)
- El vuelo astral del alma en la lección de física (Астральный полет души на уроке физики, 1999)
- La crecida de los venecianos (Высокая вода венецианцев, 1999)
- Bajo el signo de carnaval (Под знаком карнавала, 1999)
- El apellido doble (Двойная фамилия, 1999)
- En Alta Máslovka (На Верхней Масловке, 2001)
- La misa de domingo en Toledo (Воскресная мессса в Толедо, 2002)
- A tus puertas (Во вратах твоих, 2002)
- Los ojos del héroe en gran plano (Глаза героя крупным планом, 2002)
- Algunas apresuradas palabras de amor (Несколько торопливых слов любви, 2003)
- El sindicato (Синдикат, 2004)
- ..¡Ich bin nervoso! (...Их бин нервосо!, 2005)
- En el lado soleado de la calle (На солнечной стороне улицы, 2006)
- La letra de Leonardo (Почерк Леонардо, 2008)
- La paloma blanca de Córdoba (Белая голубка Кордовы, 2009)
- El síndrome de marioneta (Синдром Петрушки, 2010)